# 思延镇
思延乡，是中华人民共和国四川省雅安市芦山县下辖的一个乡镇级行政单位。

## 行政区划
思延乡下辖以下地区：
清江村、草坪村、铜头村和周村。